# Colocleora acygonia
Colocleora acygonia är en fjärilsart som beskrevs av George Francis Hampson 1910. Colocleora acygonia ingår i släktet Colocleora och familjen mätare. Inga underarter finns listade i Catalogue of Life.